# 索斯伯里斯威奇 (特拉華州)
索斯伯里斯威奇（英語：Saulsbury Switch）是位於美國特拉華州蘇塞克斯縣的一個非建制地區。該地的面積和人口皆未知。

## 地理
索斯伯里斯威奇的座標為38°42′06″N 75°20′36″W / 38.70167°N 75.34333°W，而該地的平均海拔高度為14米（即46英尺）。